# Marie Vodičková
Marie Vodičková (* 20. ledna 1951 Praha) je zakladatelka Fondu ohrožených dětí a sítě domovů pro děti Klokánek, které fond provozuje.

## Život
Spolu s mladší sestrou vyrůstala v rodině, v níž otec pracoval jako řidič tramvaje, matka byla švadlena. Vystudovala Právnickou fakultu UK.
Od konce 60. let pracovala na prokuratuře v oblasti ochrany dětí.
V letech 1990 až 2015 byla ředitelkou Fondu ohrožených dětí. V roce 2000 stála u zrodu Klokánků pro děti vyžadující okamžitou pomoc. V rodinném prostředí jsou v nich vychovávány děti, o které se vlastní rodiče nechtějí nebo nemohou starat.

### Rodina
Je svobodná, vychovala však osm dívek. Jednu si osvojila, ostatní měla v poručenské nebo v pěstounské péči.

## Ocenění
- medaile Za zásluhy  1. stupeň (2014)[3]